# ZOOV
ZOOV, languit 'Zonder Ouders Op Vakantie', is een Belgisch televisieprogramma programma gemaakt door Sputnik Media en NewBe. Het programma wordt sinds 29 augustus 2022 uitgezonden op de streamingdienst VRT MAX. Het programma wordt ook geproduceerd in Nederland voor NPO Zapp.
In het programma reizen zes jongeren naar het buitenland zonder hun ouders en ontdekken de zelfstandigheid die daarbij hoort.
In het najaar van 2022 is er een tweede seizoen van ZOOV aangekondigd, die op 26 juni 2023 van start ging met wekelijks een aflevering.

## Bestemmingen , uitzenddatum en cast
| Seizoen | Land   | Eerst uitzending | Cast |
| ------- | ------ | ---------------- | --- |
| 1       | Spanje | 29 augustus 2022 | Timo Schroyen, Maurice Osunde, Korneel Pennewaert, Stanse Van Synghel, Kira Lootens, Floor Goemaere                  |
| 2       | Cyprus | 26 juni 2023     | Toby de Wispelaere, Yalenka Serra García, Aisha Beenaerts, Lucas Declercq, Jozefien De Geyter, Lander Vanderstraeten |